# Gråhø (Lesja)
De Gråhø is een berg behorende bij de gemeente Lesja in de provincie Oppland in Noorwegen. De berg, gelegen in Nationaal park Reinheimen, heeft een hoogte van 2014 meter en is daarmee de hoogste berg van het gebergte Reinheimen.